# Mutilla europaea

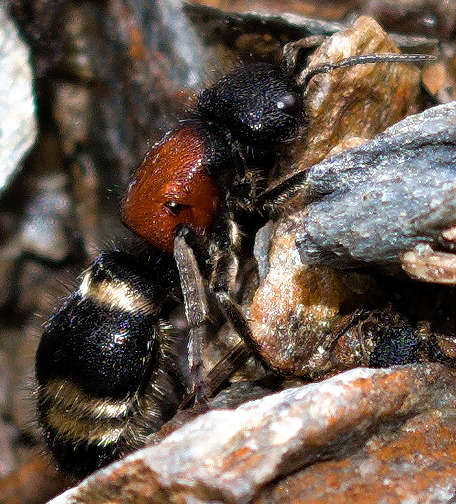
Mutilla europaea, Weibchen

Mutilla europaea ist ein Hautflügler aus der Familie der Ameisenwespen (Mutillidae). Die Art kann nur sehr schwer von Mutilla marginata und Mutilla brutia abgetrennt werden. 

## Merkmale
Die Tiere erreichen eine Körperlänge von 10 bis 15 Millimetern (Weibchen) bzw. 11 bis 17 Millimetern (Männchen). Mesonotum und Scutellum sind meist rot, seltener schwarz gefärbt. Der übrige Körper ist schwarz gefärbt, am Hinterleib befinden sich drei Binden mit weißer Behaarung. Das zweite Tergit ist grob und dicht punktiert. Die Beine sind schwarz behaart. Weibchen besitzen deutlich kleinere Facettenaugen. Zwischen dem dritten und vierten Tergit ist ein Stridulationsorgan ausgebildet, mit dem die Tiere durch Gegeneinanderreiben Töne erzeugen können.

## Vorkommen
Die Art ist in Nordafrika, Europa und östlich bis nach Sibirien verbreitet. Sie besiedelt verschiedene Lebensräume und kommt auch im Siedlungsgebiet vor. Die Tiere kommen von Ende Mai bis Ende August vor. Sie sind in Mitteleuropa verbreitet anzutreffen.

## Lebensweise
Mutilla europaea parasitiert die Larven von Hummeln, vor allem der Ackerhummel (Bombus pascuorum). Das Weibchen spürt das Wirtsnest auf und gräbt dahin einen Gang in die Erde. Darin werden Eier in Zellen mit Hummellarven gelegt. Die Trugameisenlarve frisst nicht nur die Hummellarve, sondern auch eventuell noch vorhandene Nektar- und Pollenvorräte. Mitunter können Hummelnester sehr stark befallen werden, sodass praktisch nur Trugameisen anstelle der Hummeln schlüpfen. Die Weibchen von 
Mutilla europaea sind sehr flink und haben einen starken Chitinpanzer, der von den Hummeln in der Regel nicht durchdrungen werden kann. Sie können dem Menschen sehr schmerzhafte Stiche zufügen. Die Männchen kann man im Sommer an Doldenblütlern beobachten.